# 毎日がM!
『毎日がM!』（まいにちがえむ!）は、アトリエかぐや Honky-Tonk Pumpkinが2008年11月28日に発売の18禁恋愛アドベンチャーゲームである。

## ストーリー
主人公、益垣 要は女子校、白鳥学園の教師として中途採用となった。
赴任初日から教室で体育の着替えをしていた吉乃川 由梨菜の下着姿を見てしまい、その後保健室で身体測定をしていた綾島 穂乃果と小南 麻央の胸を見てしまう。しかもその罰としてその3人に脅迫され、強制オナニーをさせられた上に自分の陰茎を撮った写メをクラス中に配信されてしまった。おまけに寮では、入浴中3人に服や下着を隠されたり、裸で隠れているところを押し倒されて3人同時足コキをされたり等いじめられる始末。
そんな主人公にはある秘密があり、過去のトラウマがきっかけでマゾにしか見えないような「絶対M感」の持ち主だった。

## 登場人物

### 主要人物
益垣 要（ますがき かなめ）
本作の主人公。舞台となる女子校、白鳥学園のC組の担任兼女子寮の寮母。
15年以上前の飛行機事故で両親を失い、その時の後遺症で、肉体的・精神的な辛さを本人の意思に関わらず性的な喜びに変換するという「絶対M感」という自己防衛能力が身に付く。その能力は絶大で、教室で女子生徒に陰茎を罵倒された時に陰茎に一切触れていないのに射精してまるで失禁したと思わせるくらいパンツとズボンをずぶ濡れにしたほど。
陰茎は皮が長く、童貞で短小で包茎であり、サイズは小学生のと大して変わらないらしい（ハーレムルートでは、陰茎のみならず本当に子供になってしまう）。赴任2日目に綾島穂乃果によってパイパンにされた。だが絶対M感が発動した際の硬度・射精量・回復力は圧倒的。興奮の度合いが高くなればサイズも増大する（それでも大した事はないが）。
ポジティブな性格で、由梨菜達に責められてもめげずに信頼を得ようと奮闘する。
飛行機事故の後、叔父が要を引き取り保護者となっていたようで、叔父自身も井之頭校長（医師時代）と面識がある。
絶対M感が発動する際、「グゥゥゥゥゥン」という変な音がする（どこから鳴っているのか、本人以外にもキャラにも聞こえるのかは不明）。
吉乃川 由梨菜（よしのかわ ゆりな）
声 - このかなみ
要が受け持つクラスのクラス委員長。
男気のある性格で暴力的。クラスメイトからの信頼も厚い。
要のことを毛嫌いしており、着替えや女子トイレを覗いた要に色々な罰を与える（元々不幸な偶然と要の「絶対M感」が発動した事故ではあるが、それを差し引いても要本人にも非はある）が、その割には楽しんでいる。
要の陰茎を触るのが生理的に嫌なようで、足蹴り・足コキ等罰を与える時は足を使うことが多い。
下着は黒が多い。
綾島 穂乃果（あやしま ほのか）
声 - 倉田まりや
要が受け持つクラスの副委員長。
無口でクール。
由梨菜ほど要を毛嫌いしてはおらず、好奇心のほうが大きい様子。要の陰茎を触ることにもあまり抵抗はないようで、要の陰毛を剃ってパイパンにした。さらに、おしおきをするために昨夜から放課後までトイレに一度も行かずに、要におしっこをかける聖水プレイを行うなど、常軌を逸している一面もある。
少々貧乳気味である。
下着は白が多い。
小南 麻央（こみなみ まお）
声 - 桃井いちご
要が受け持つクラスの書記。
無邪気で、メインヒロイン3人の中では唯一要の子供っぽい陰茎を気に入っている。エンディングも麻央ルートが一番ラブラブ度が高い。
チアリーディング部部所属。
巨乳であるが、まだあまり生えていないらしい。
下着はピンクが多い。

### サブキャラクター
如月 実玖（きさらぎ みく）
声 - 青葉りんご
白鳥学園のライバル校、紅百合学園のスケバンクラス委員長（通称・スケバン委員長）。竹刀を持ち歩き、自分を崇拝する女生徒数人を手下として引き連れている。スケバンではあるが、言葉遣いはどちらかというと上品でお嬢様的である。
「如月！破玉雷裂電気按摩」を始めとしたいくつかの奥義を持つ。
悪い事をする理由が「スケバン委員長だから」と本末転倒だったり、かなり頭が悪い。また、窮地に陥ると「なぜなら！私は！スケバン委員長、如月実玖なのだから！」と言い放って己を奮い立たせる。
ララ
声 - 桜川未央
学園の近所のファミレスの店員。下着のようなピンクの服を着ている。
そのファミレスはいつの間にか出来ており、ファミレスの実態も彼女の正体も厳密には不明である。
口では優しいことを言うがやることはかなりエグく、要の陰茎を回転式ノコギリで斬ろうとしたほど。場合によっては要を性転換して女性の体に改造してしまうルートも存在する。
長澤（ながさわ）
声 - 芹園みや
突如PTA会長に就任した謎の女性。
「開かれた精神は開かれた体から」という信念を持ち、巨乳で魅力的なボディにもかかわらず上半身はとても小さいビキニ、下半身はほぼ裸という格好をしている。要に対して豪快に責めてくる。
また、要の頭を自分の女性器の中に入れ、その時に「再出産だ！おまえを産みなおしてやるよ」と言うなど、かなり常軌を逸している。
女教師
声 - 不明
名前不明。要の隣のクラスの担任教師。一見まともだが、実はSで、由梨菜が要に（頼んでもいないのに）送りつけたAVや怪しい道具を見られ、それの誤解から彼女自身も要をからかう。
井之頭 重一郎（いのがしら しげいちろう）
声 - 不明
白鳥学園の校長。昔は大学病院で心療内科医をやっており、要の主治医になったこともある。「絶対M感」の命名者。
作中では数少ない良心のある人物で、要の最大の理解者。

## スタッフ
- 原画：1：02am
- シナリオ：須永成人 金竹射月 ひらいでらく にわりはとり 速水漣 他